# Alexey Khruschiov
Alexey Khruschiov (russisch Алексей Степанович Хрущёв; * 12. März 1982 in Chișinău) ist ein moldauischer Schachspieler.
Die moldauische Einzelmeisterschaft konnte er 2004 in Chișinău gewinnen. Er spielte für Moldau bei vier Schacholympiaden: 2000 bis 2004 und 2008. 
Im Jahre 2001 wurde ihm der Titel Internationaler Meister (IM) verliehen, 2007 der Titel Großmeister (GM). Seit 2009 trägt er den Titel FIDE-Schiedsrichter. Seine höchste Elo-Zahl war 2514 im April 2008.
| Hier fehlt eine Grafik, die leider im Moment aus technischen Gründen nicht angezeigt werden kann. Wir arbeiten daran! |